# 拜羅姆維爾 (喬治亞州)
拜羅姆維爾（英語：Byromville）是一個位於美國喬治亞州杜利縣的城鎮。

## 地理
拜羅姆維爾的座標為32°12′05″N 83°54′29″W / 32.20139°N 83.90806°W，而該地的平均海拔高度為116米（即381英尺）。

## 人口
根據2010年美國人口普查的數據，拜羅姆維爾的面積為0.90平方千米，當中陸地面積為0.90平方千米，而水域面積為0.00平方千米。當地共有人口546人，而人口密度為每平方千米607人。